# بییانونیو د بالدابیا
بییانونیو د بالدابیا (به اسپانیایی: Villanuño de Valdavia) یک شهرستان در اسپانیا است که در استان پالنسیا واقع شده‌است.

## خصوصیات
بییانونیو د بالدابیا ۳۰ کیلومترمربع مساحت و ۱۱۵ نفر جمعیت دارد.